# 東部幹線
東部幹線是臺鐵在臺灣東部的鐵路幹線，包含以下路線：
- 宜蘭線：全線電氣化鐵路、雙線運行。
- 北迴線：全線電氣化鐵路、雙線運行。
- 臺東線：全線電氣化鐵路，單線運行為主、部分路段雙線運行。

東部幹線的城際列車，大都橫跨宜蘭、北迴、臺東3線運行，並在西部幹線部分路段跨線運行，運行區間以樹林車站至花蓮車站或臺東車站為主。隨著太魯閣號、普悠瑪號等高速列車的加入，部分列車營運路線再延長至彰化車站。